# Apeldorn
Das Dorf Apeldorn ist eine ehemals selbständige Gemeinde im Nordosten von Meppen, die im Zuge der Gebietsreform von 1974 in die Stadt Meppen eingegliedert wurde.
Im Jahr 2021 hatte Apeldorn 745 Einwohner auf einer Fläche von 20,98 km².

## Geographie
Apeldorn liegt im zentralen Teil des Emslandes etwa neun Kilometer nordöstlich von Meppen und rund zwei Kilometer südlich der Nordradde in der hügeligen Geestlandschaft des Hümmling. Der Ortskern erstreckt sich beiderseits der Landesstraße L61, der Apeldorner Hauptstraße.

## Geschichte
Die Anfänge des Dorfes liegen im Dunkeln, die erste sichere Erwähnung stammt aus dem Jahr 850. Der emsländische Geschichtsschreiber Diepenbrock erwähnt, dass das Dorf um das Jahr 978 unter dem Namen apulderion bekannt war.
Bis in das frühe 19. Jahrhundert beschränkte sich der landwirtschaftlich genutzte Raum des Dorfes auf seinen Ortskern umgehende Eschflächen am Geestrand. Bis in die Mitte des 19. Jahrhunderts waren die großen Niederungsflächen im Südwesten (Großes Moor) sowie im Westen (Niederung der Nordradde) Ödland. Auch die Geestflächen im Norden und Osten waren unbebautes Land. Erst ab Mitte des 19. Jahrhunderts wurde mit einer Ausweitung des Wirtschaftsraumes begonnen, das Ödland konnte schrittweise als Grünland in die Bewirtschaftung einbezogen und mit Einzelhöfen besiedelt werden. Eine Forstwirtschaft mit intensiven Aufforstungen des Ödlandes entwickelte sich auf den Geestflächen.
Am 1. März 1974 wurde Apeldorn in die Kreisstadt Meppen eingegliedert.
Ortsvorsteher ist Bernd Siepker.

### Namensherkunft
Die Herkunft des Namens ist nicht eindeutig geklärt, da Auskunft gebende Urkunden fehlen und die Tradition keinen Aufschluss gibt. Möglicherweise bedeutet Apeldorn Apfelgarten.
Apeldorn wird um 850 Apoldrun oder auch Apolderiun genannt. un steht wahrscheinlich für Siedlung; im anderen Wortteil tritt das Grundwort als dr = ter und das Bestimmungswort apul klar hervor. Es ist das nordische apaldr, was zunächst Apfelbaum, dann auch Baum überhaupt bedeutet. Das ter, Baum mit un ist später nicht mehr verstanden und, wie in manchen gleichen Bildungen, zu dorn umgedeutet. Durch die Mehrzahlform könnte der Ortsname eine Fruchtbaumpflanzung, insbesondere einen Apfelgarten bedeuten.
Was auch möglich ist: In den Niederlanden gibt es auch eine Stadt mit dem Namen „Apeldoorn“. Der erste Teil des Namens ist eine Verfälschung des frühmittelalterlichen Wortes „apa“, was „Wasser“ bedeutet. Der zweite Teil entstand aus einer Verfälschung des frühmittelalterlichen Wortes „Treo“, was „Baum“ bedeutet. Die ursprüngliche Bedeutung von Apeldorn und auch von Appeltern in der Betuwe und Appeldorn am Niederrhein waren zum Beispiel grob „Bäume, die an einem Wasser stehen“.

### Einwohnerentwicklung
| Jahr | Einwohner |
| ---- | --------- |
| 1821 | 218       |
| 1848 | 226       |
| 1871 | 200       |
| 1885 | 215       |
| 1905 | 194       |

| Jahr | Einwohner |
| ---- | --------- |
| 1925 | 278       |
| 1933 | 428       |
| 1939 | 440       |
| 1946 | 552       |
| 1950 | 605       |

| Jahr | Einwohner |
| ---- | --------- |
| 1956 | 580       |
| 1961 | 553       |
| 1971 | 660       |
| 2005 | 777       |
| 2007 | 758       |

| Jahr | Einwohner |
| ---- | --------- |
| 2021 | 745       |

## Kultur und Sehenswürdigkeiten

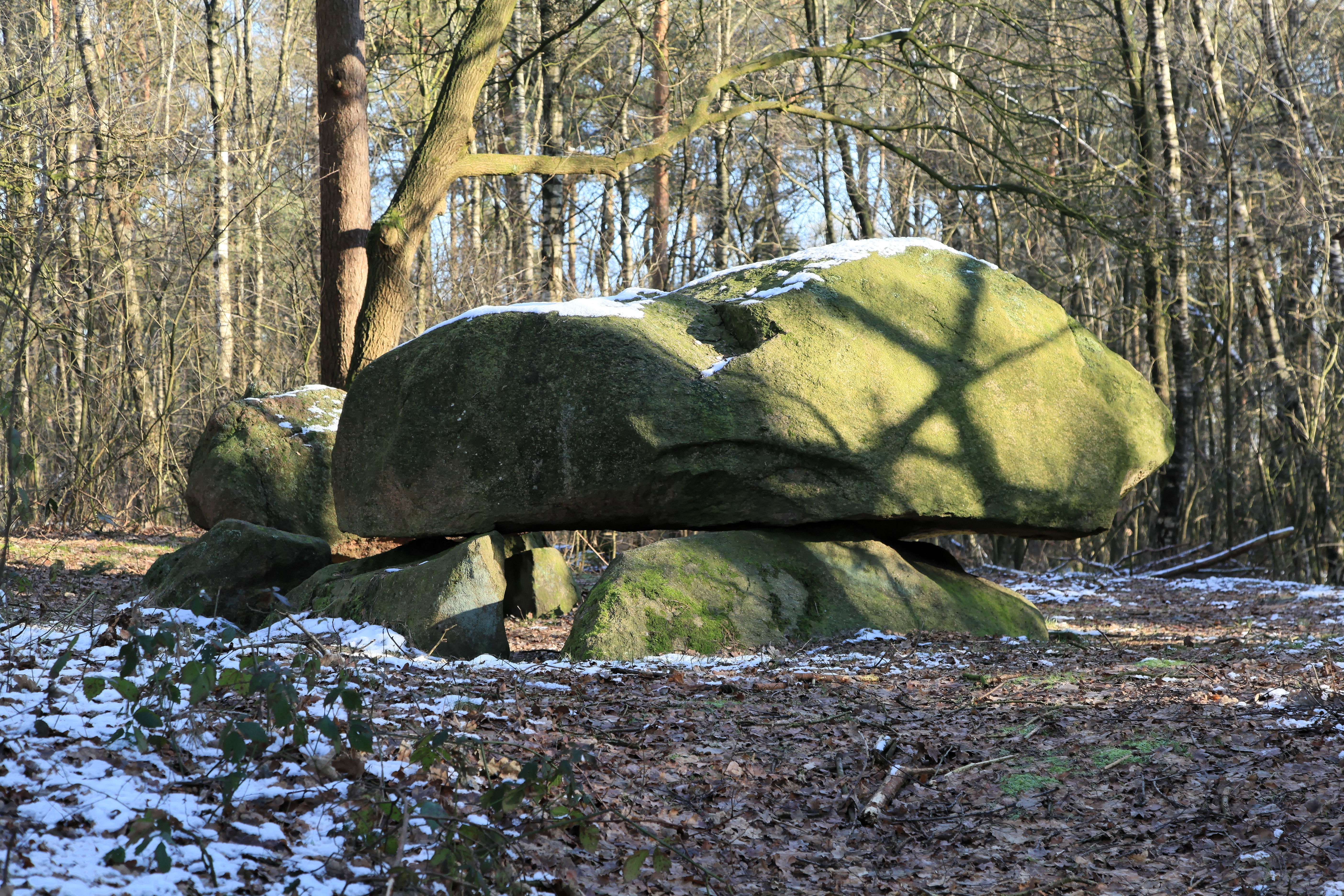
Ganggrab Steinerner Schlüssel

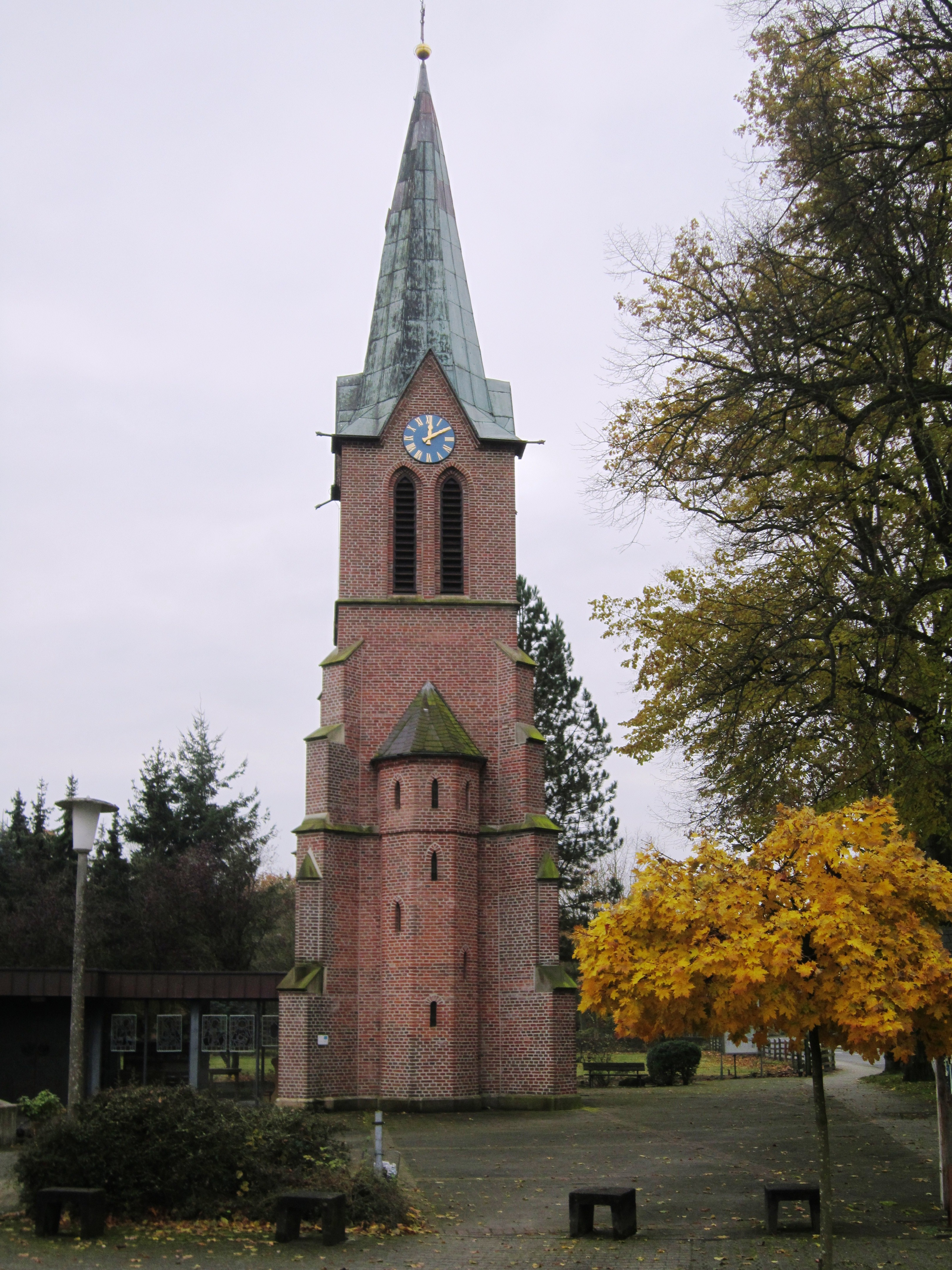
Kirchturm St. Antonius von Padua

Die bekannteste Sehenswürdigkeit Apeldorns ist das Ganggrab Der Steinerne Schlüssel (Sprockhoff-Nr. 852), ein im Neolithikum zwischen 3500 und 2800 v. Chr. aus Findlingen errichtetes Großsteingrab der Trichterbecherkultur (TBK).
Mitten im Dorf an der Hauptstraße befindet sich die Apeldorner Kirche, die dem Heiligen Antonius von Padua geweiht ist. Die erste Kirche, von der noch der Turm erhalten geblieben ist, wurde 1864/65 nach den Plänen des Dombaumeisters J. B. Hensen im neugotischen Stil errichtet. In den 1970er Jahren wurde das Kirchenschiff durch einen Neubau ersetzt.
Gut Sandheim im Nordwesten des Dorfes ist ein 1940/41 errichtetes Ensemble, das als ehemaliger Teil des Gutes Cuntzhof und früherem Kruppschen Besitz unter Denkmalschutz steht.
Apeldorn hat ein reges Vereinsleben. Sportverein ist der SC Apeldorn mit neun Fußballmannschaften, der Gymnastikgruppe und dem Frauenturnen. In Apeldorn ist auch der Schützenverein St. Antonius beheimatet.